# ان‌جی‌سی ۴۵۳
ان‌جی‌سی ۴۵۳ (انگلیسی: NGC 453) یک ستاره سه گانه است که در صورت فلکی ماهی قرار دارد و در سال ۱۸۸۱ میلادی توسط ادوارد استفان کشف شد.